# Aero Ae-04
De Aero Ae-04 (ook wel bekend als A-04) was een Tsjechoslowaaks dubbeldekker-jachtvliegtuig uit 1921 gebouwd door Aero. De Ae-04 was echter hetzelfde lot beschoren als zijn voorganger de Ae-02 en vond geen koper. Slechts een prototype heeft daadwerkelijk gevlogen. Niettemin werd de ontwikkeling doorgezet in de A-18.

## Specificaties
- Bemanning: 1, de piloot
- Lengte: 5,60 m
- Spanwijdte: 7,70 m
- Hoogte: 2,70 m
- Vleugeloppervlak: 14,6 m2
- Leeggewicht: 670 kg
- Max. startgewicht: 900 kg
- Motor: 1× BMW IIIa, 138 kW (185 pk)
- Maximumsnelheid: 225 km/h
- Plafond: 6 362 m
- Klimsnelheid: 357m/min
- Bewapening: 2 gesynchroniseerde Vickers .303 machine geweren